# Pseudorrhinactia rubricornis
Pseudorrhinactia rubricornis là một loài ruồi trong họ Tachinidae.